# Confidencias
Confidencias é um álbum de estúdio do cantor mexicano Alejandro Fernández.